# Karen Volf
Karen Volf, 1864, död 1946, var en dansk affärsidkare.  Hon grundade år 1890 ett konditori, som utvecklade sig till en av Danmarks främsta, med ett flertal godisfabriker. 